# Callimetopus rhombifer
Callimetopus rhombifer là một loài bọ cánh cứng trong họ Cerambycidae.